# 山崎大輔
山崎 大輔（やまざき だいすけ、1954年3月18日 - ）は、日本の俳優。埼玉県出身。

## 概要
スーパー・エキセントリック・シアターで舞台役者デビュー、現在はTVドラマ・映画など幅広く活動している。1978年、『サード』で映画デビュー。
妻は元ジューシィ・フルーツの奥野敦子（イリア）。また、アニメ『おじゃる丸』では、2013年に病気の為降板した、塚田正昭（のちに2014年に死去）に代わり、小林茶役を引き継いだ。
特技・趣味はゴルフ、テニス。

## 出演

### テレビドラマ
- レッドビッキーズ（それゆけ）（1980年、テレビ朝日）
- 邪魔してゴメン!（1989年10月 - 1990年3月、TBS） - 山崎さん 役
- さすらい刑事旅情編III（1990年 - 1991年、ANB / 東映） - 角谷千秋 役
- 誘惑（1990年）
- 古畑任三郎（1994年） - 大口プロデューサー 役
- 世にも奇妙な物語
  - 「朝まで生殺人」（1991年） - 石牧プロデューサー 役
  - 「整理癖」（1991年） - 青山光一 役
- パパは保母さん（1995年）
- 金曜エンタテイメント 「噂の女人情詐欺師 早苗とたまき・涙の事件簿1」（2006年） - 近藤徳之介 役
- 天までとどけ 5 - 8（1996年 - 1999年、TBS） - 山本記者 役
- 火曜サスペンス劇場 「警視庁鑑識班1」（1996年） - 野口孝弘 役
- 作家 小日向鋭介の推理日記 第1話（1997年） - 立花編集部員
- 踊る大捜査線シリーズ - 湾岸署地域課長 役
  - 踊る大捜査線 歳末特別警戒スペシャル（1997年）
  - 湾岸署婦警物語 初夏の交通安全スペシャル（1998年）
- 月曜ドラマスペシャル
  - 「浅見光彦シリーズ3」（1995年） ‐ 園部課長 役
  - 「演歌・唱太郎の人情事件日誌」
  - 「税務調査官・窓際太郎の事件簿2」（1999年） - 金山伸吾 役
- 女と愛とミステリー
  - 「刑事吉永誠一 涙の事件簿2」（2004年） - 宇佐美健三 役
- 水曜ミステリー9
  - 「金沢のコロンボ」（2014年 - 2016年） - 山本政之 役
- リップスティック （1999年）
- サラリーマン金太郎（2000年） - 増岡所長 役
- 仮面ライダーアギト第29話『数字の謎!?』（2001年8月19日） - 藤島仁（高木明）[3]
- 一攫千金夢家族（2002年） - 杉浦和哉 役
- はみだし刑事情熱系（2003年） - 柳井浩三 役
- クニミツの政（2003年） - 船田みつお 役
- 盲導犬クイールの一生（2003年） - 宮田政邦 役
- 月曜ミステリー劇場
  - 「自治会長・糸井緋芽子社宅の事件簿1」（2001年） - 柴田裕二 役
  - 「弁護士・迫まり子の遺言作成ファイル4」（2002年）
- 相棒シリーズ
  - season3 第16話「人間爆弾」（2005年） - 長橋貴信 役
  - season9 第17話「陣川警部補の活躍」（2011年） - 尾沢泰夫 役
  - season13 第2話「14歳」（2014年） - 鶴田栄治 役
- 恍惚の人（2006年）
- ハゲタカ（2007年） - 大河内伸男 役
- 冗談じゃない（2007年）
- パパとムスメの7日間（2007年） - 天野徹 役
- 岡部警部シリーズ 第2作「多摩湖畔殺人事件」（2007年）
- 温泉へGo!（2008年）
- 秘書のカガミ（2008年） - 浜野大作 役
- 新聞記者・鶴巻吾郎3（2009年） - 乾正孝 役
- 新・警視庁捜査一課9係 season2 （2010年、テレビ朝日）
- 土曜ワイド劇場
  - 「事件8」（2000年） - 高見裁判長 役
  - 「おかしな刑事2」（2005年） - 遠藤直樹 役
  - 「法医学教室の事件ファイル」
    - 第25作（2007年） - 村先刑事 役
    - 第28作（2009年） - 吉崎刑事 役
    - 第32作（2011年） - 中沢医師 役
    - 第35作（2012年） - 谷村刑事 役

  - 「デパート仕掛け人!天王寺珠美の殺人推理4」（2010年）
  - 「弁護士・森江春策の事件2」（2010年） - 中目黒警部 役
  - 「新・おとり捜査官19」（2015年） - 石渡刑事 役
- カバチタレ!（2010年） - 福島部長 役
- ジェネラル・ルージュの凱旋（2010年） - 遠藤秀幸 役
- 夏の恋は虹色に輝く（2010年） - 七尾監督 役
- 黄金の豚-会計検査庁 特別調査課-（2010年） - 芦田隆一 役
- 俺の空 刑事編（2011年） - 尾崎正丸 役
- 告発〜国選弁護人（2011年、テレビ朝日） - 田中刑事課長 役
- テンペスト（2011年） - 新山作右衛門 役
- リバウンド 第8話（2011年6月15日、日本テレビ）
- 松本清張没後20年特別企画・市長死す（2012年4月3日、フジテレビ） - 警察署長
- リーガル・ハイ 第1シリーズ（2012年4月17日） - 森田社長 役
- トッカン 特別国税徴収官（2012年、日本テレビ） - 福留郁己 役
- 孤独のグルメ Season2 第6話（2012年11月14日、テレビ東京）- 常連客 役
- ドクターX〜外科医・大門未知子〜（2012年、テレビ朝日）
- ドラマW
  - プラチナタウン（2012年、WOWOW） - 桐田
  - 罪と罰 A Falsified Romance 第5話（2012年、WOWOW）
- ラストホープ（2013年） - 平林雄一 役
- ガリレオ（2013年） - 川久保監督 役
- 名もなき毒（2013年） - 谷垣太一 役
- 花の鎖（2013年） - 山本大輔 役
- POWER GAME〜パワーゲーム〜（2013年） - 垣内承之助 役
- 遺留捜査（2013年） - 北川雄一 役
- ペテロの葬列（2014年） - 谷垣太一 役
- 吉原裏同心（2014年） - 貞三 役
- ディア・シスター（2014年） - 岩本医師 役
- 東京スカーレット〜警視庁NS係（2014年） - 榊清文 役
- 刑事7人（2015年） - 富樫社長 役
- スペシャリスト（2016年） - 武田健吾 役
- この世にたやすい仕事はない（2017年） - 鶴岡社長 役
- 悦ちゃん（2017年） - 下村医師 役

### 映画
- 満月のくちづけ（1989年） - 英語教師 役

### テレビアニメ
- 電光石火バットマン（1990年、テレビ東京『アミューズシアター・バットマン』版） - コミッショナー・ゴードン（ゴードン本部長） 役
- おじゃる丸（2013年5月 - 、NHK Eテレ） - 小林茶（2代目）[4]

### バラエティ
- 踊る!さんま御殿!!（2010年10月19日、日本テレビ）